# Xsorbaronia jackii
Xsorbaronia jackii är en rosväxtart som beskrevs av Alfred Rehder. Xsorbaronia jackii ingår i släktet Xsorbaronia och familjen rosväxter. Inga underarter finns listade i Catalogue of Life.